# أندي هيرتيزفيلد
أندى هيرتيزفيلد (بالإنجليزية: Andy Hertzfeld) ولد في 6 أبريل 1953 وكان عضو أساسي في فريق تطوير أجهزة أبل ماكنتوش في الثمانيات، وعمل بشركة أبل
من أغسطس 1979 حتى مارس 1984 وهو كان المصمم الرئيسى والأساسي للبرامج الأساسية لنظام الماكنتوش، وبعد أن رحل عن شركة أبل أنشأ ثلاثة شركات راديوس في عام 1986، جنرال ماجيك في عام 1990، وإيزل في عام 1999.
أنتقل أندى هيرتيزفيلد لشركة جوجل ويعمل بها حتى الآن.

## روابط خارجية
- أندي هيرتيزفيلد على موقع إن إن دي بي (الإنجليزية)